# Scrippsia
Scrippsia is een geslacht van neteldieren uit de familie van de Corynidae.

## Soort
- Scrippsia pacifica Torrey, 1909